# Berylliumisotoper

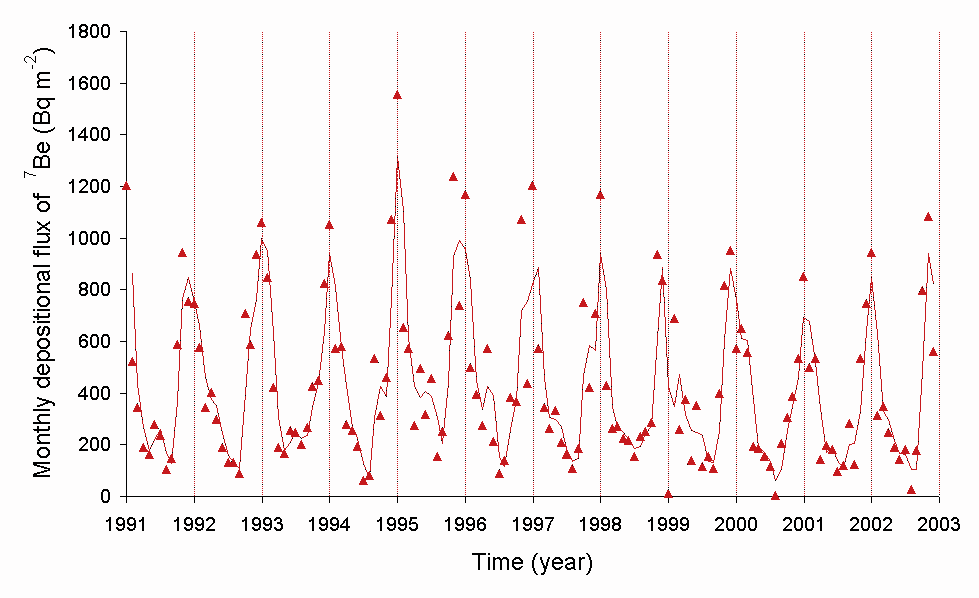
Hastigheten för överföringen av ^{7}Be från luften till marken i Japan

Berylliumisotoper är isotoper av grundämnet beryllium (Be), det vill säga atomer och kärnor med 4 protoner och olika antal neutroner.

## Isotoper
Beryllium har 12 kända isotoper, varav 1 är stabil (9Be), tillika en primordial nuklid.
Som sådant, är beryllium ett monoisotopiskt grundämne. Det är också ett mononuklidiskt grundämne, eftersom dess radioisotoper har så korta halveringstider att ingen av dem är primordiala och deras förekomst är försumbar. Beryllium är unikt som det enda monoisotopiska grundämnet med både ett jämnt antal protoner och ett udda antal neutroner. Det finns 25 andra monoisotopiska grundämnen men alla har udda atomnummer, och ett jämnt antal neutroner.
Av de 11 radioisotoperna till beryllium, är den mest stabila 10Be med en halveringstid på 1,39 miljoner år och 7Be med en halveringstid på 53,22 dagar. Alla andra radioisotoper har halveringstider kortare än 13,85 sekunder, de flesta under 20 millisekunder. Den minst stabila isotopen är 6Be, med en halveringstid på 5,03 zeptosekunder.
Det naturliga lättgrundämnesförhållandet av lika proton- och neutrontal förhindras i beryllium av den extrema instabiliteten hos 8Be som sönderfaller genom alfasönderfall, vilket gynnar den extremt starka bindningen av 4He-kärnor. Halveringstiden för sönderfallet av 8Be är enbart 6,7 × 10−17 sekunder.
Beryllium hindras från att ha en stabil isotop med 4 protoner och 6 neutroner av den mycket stora obalansen i neutron–proton-förhållandet för ett sådant lätt grundämne. Trots detta, har 10Be en halveringstid på 1,39 miljoner år, vilket indikerar ovanlig stabilitet för en lätt isotop med en så stor neutron–proton-obalans. Alltjämt har dock andra berylliumisotoper ännu större obalanser i neutron- och protontalet, och därmed är de ännu instabilare.
Mest 9Be i universum bildades troligen genom kosmisk nukleosyntes från kosmisk spallation under perioden mellan Big Bang och bildandet av solsystemet.

### Beryllium-7 och beryllium-10
Isotoperna 7Be, med en halveringstid på 53 dagar, och 10Be är båda kosmogena nuklider eftersom de är bildade under en senare tidsperiod i solsystemet genom spallation, såsom 14C. Dessa två radioisotoper av beryllium bildades troligen på grund av solfläckscykeln och solaktiviteten, eftersom detta påverkar magnetfältet som skyddar jorden från kosmisk strålning. Hastigheten med vilken den kortlivade isotopen 7Be överförs från luften till marken beror delvis på det lokala vädret. 7Be-sönderfall i solen är en av källorna till solneutriner, och den första typen som någonsin upptäckts vid Homestakeexperimentet. Förekomsten av 7Be i sediment används ofta för att fastställa om de är färska, det vill säga mindre än cirka 3–4 månader i ålder, eller ungefär två halveringstider av 7Be.

## Tabell
| Nuklid                        | Z | N  | Massa (u)      | Halveringstid | ST (%)          | SE (MeV)       | SP     | Spinn | Förekomst (%) |
| ----------------------------- | - | -- | -------------- | ------------- | --------------- | -------------- | ------ | ----- | ------------- |
| 5Be                           | 4 | 1  | 5,04079(429)#  |               | p               |                | 4Li    | (½+)# |               |
| 6Be                           | 4 | 2  | 6,019726(6)    | 5 × 10−21 s   | 2p              | 1,373          | 4He    | 0+    |               |
| 7Be                           | 4 | 3  | 7,01692983(11) | 53,22 d       | ε               | 0,862          | 7Li    | 3⁄2−  | Spår          |
| 8Be                           | 4 | 4  | 8,00530510(4)  | 6,7 × 10−17 s | α               | 6,8(17) × 10−6 | 4He    | 0+    |               |
| 9Be                           | 4 | 5  | 9,0121822(4)   | Stabil        | Stabil          | Stabil         | Stabil | 3⁄2−  | 100           |
| 10Be                          | 4 | 6  | 10,0135338(4)  | 1,39 × 106 a  | β−              | 0,556          | 10B    | 0+    | Spår          |
| 11Be                          | 4 | 7  | 11,021658(7)   | 13,81 s       | β− (97,1 %)     | 11,506         | 11B    | ½+    |               |
| 11Be                          | 4 | 7  | 11,021658(7)   | 13,81 s       | β− + α (2,9 %)  | 2,841          | 7Li    | ½+    |               |
| 12Be                          | 4 | 8  | 12,026921(16)  | 21,49 ms      | β− (99,48 %)    | 11,708         | 12B    | 0+    |               |
| 12Be                          | 4 | 8  | 12,026921(16)  | 21,49 ms      | β− + n (0,52 %) | 8,337          | 11B    | 0+    |               |
| 13Be                          | 4 | 9  | 13,03569(8)    | 2,7 x 10−21 s | n               | 0,9            | 12Be   | ½+    |               |
| 14Be                          | 4 | 10 | 14,04289(14)   | 4,84 ms       | β− + n (81 %)   | 16,22          | 13B    | 0+    |               |
| 14Be                          | 4 | 10 | 14,04289(14)   | 4,84 ms       | β− (14 %)       | 15,25          | 14B    | 0+    |               |
| 14Be                          | 4 | 10 | 14,04289(14)   | 4,84 ms       | β− + 2n (5 %)   |                | 12B    | 0+    |               |
| 15Be                          | 4 | 11 | 15,05346(54)#  | < 200 ns      | n               |                |        |       |               |
| 16Be                          | 4 | 12 | 16,06192(54)#  | < 200 ns      | 2n              |                | 14Be   | 0+    |               |
| Denna tabell: visa • redigera |   |    |                |               |                 |                |        |       |               |

Anmärkningar
- Stabila isotoper anges i fetstil.
- Värden markerade med # härrör inte enbart från experimentella data, men åtminstone delvis från systematiska trender.
- Osäkerheter anges i kort form i parentes efter värdet. Osäkerhetsvärden anger en standardavvikelse, utom isotopsammansättningen och standardatommassa från IUPAC, som använder expanderade osäkerhet.
- Nuklidmassor är givna av IUPAP Commission on Symbols, Units, Nomenclature, Atomic Masses and Fundamental Constants (SUNAMCO).
- Isotopförekomster är givna av IUPAC Commission on Isotopic Abundances and Atomic Weights.

## Sönderfallskedjor
De flesta berylliumisotoperna i proton–neutron-dropplinjer sönderfaller genom betasönderfall och/eller en kombination av betasönderfall och alfasönderfall eller neutronemission. 7Be sönderfaller emellertid endast via elektroninfångning, ett fenomen som dess ovanligt långa halveringstid kan tillskrivas. Även 8Be är avvikande, som sönderfaller via alfasönderfall till 4He. Detta alfasönderfall anses ofta vara fission, vilket skulle kunna redogöra för dess extremt korta halveringstid.
{\displaystyle \mathrm {{}_{4}^{5}Be} \ {\xrightarrow {\ \mathrm {Unknown} }}\ \mathrm {{}_{3}^{4}Li} +\mathrm {{}_{1}^{1}H} }
{\displaystyle \mathrm {{}_{4}^{6}Be} \ {\xrightarrow {\ \mathrm {5zs} }}\ \mathrm {{}_{2}^{4}He} +\mathrm {2{}_{1}^{1}H} }
{\displaystyle \mathrm {{}_{4}^{7}Be} +\mathrm {e{}_{}^{-}} \ {\xrightarrow {\ \mathrm {53.22d} }}\ \mathrm {{}_{3}^{7}Li} }
{\displaystyle \mathrm {{}_{4}^{8}Be} \ {\xrightarrow {\ \mathrm {67as} }}\ \mathrm {2{}_{2}^{4}He} }
{\displaystyle \mathrm {{}_{4}^{10}Be} \ {\xrightarrow {\ \mathrm {1.39Ma} }}\ \mathrm {{}_{5}^{10}B} +\mathrm {e{}_{}^{-}} }
{\displaystyle \mathrm {{}_{4}^{11}Be} \ {\xrightarrow {\ \mathrm {13.81s} }}\ \mathrm {{}_{5}^{11}B} +\mathrm {e{}_{}^{-}} }
{\displaystyle \mathrm {{}_{4}^{11}Be} \ {\xrightarrow {\ \mathrm {13.81s} }}\ \mathrm {{}_{3}^{7}Li} +\mathrm {{}_{2}^{4}He} +\mathrm {e{}_{}^{-}} }
{\displaystyle \mathrm {{}_{4}^{12}Be} \ {\xrightarrow {\ \mathrm {21.49ms} }}\ \mathrm {{}_{5}^{12}B} +\mathrm {e{}_{}^{-}} }
{\displaystyle \mathrm {{}_{4}^{12}Be} \ {\xrightarrow {\ \mathrm {21.49ms} }}\ \mathrm {{}_{5}^{11}B} +\mathrm {{}_{0}^{1}n} +\mathrm {e{}_{}^{-}} }
{\displaystyle \mathrm {{}_{4}^{13}Be} \ {\xrightarrow {\ \mathrm {2.7zs} }}\ \mathrm {{}_{4}^{12}Be} +\mathrm {{}_{0}^{1}n} }
{\displaystyle \mathrm {{}_{4}^{14}Be} \ {\xrightarrow {\ \mathrm {4.84ms} }}\ \mathrm {{}_{5}^{13}B} +\mathrm {{}_{0}^{1}n} +\mathrm {e{}_{}^{-}} }
{\displaystyle \mathrm {{}_{4}^{14}Be} \ {\xrightarrow {\ \mathrm {4.84ms} }}\ \mathrm {{}_{5}^{14}B} +\mathrm {e{}_{}^{-}} }
{\displaystyle \mathrm {{}_{4}^{14}Be} \ {\xrightarrow {\ \mathrm {4.84ms} }}\ \mathrm {{}_{5}^{12}B} +\mathrm {2{}_{0}^{1}n} +\mathrm {e{}_{}^{-}} }
{\displaystyle \mathrm {{}_{4}^{16}Be} \ {\xrightarrow {\ \mathrm {<200ns} }}\ \mathrm {{}_{4}^{14}Be} +\mathrm {2{}_{0}^{1}n} }